# Cratere Leuk
Leuk  è un cratere sulla superficie di Marte.